# Anigozanthos manglesii
Anigozanthos manglesii — вид квіткових рослин родини гемодорові (Haemodoraceae).

## Опис
Це трав'яниста багаторічна рослина, що зустрічається на заході Австралії. Більшу частину року — це абсолютно непримітний кущик, але в період з серпня по листопад Anigozanthos manglesii цвіте, можливо, найнезвичайнішими квітками у світі. Сім, іноді більше, квіток зібрані на яскраво-червоній китиці. Основа, за яку тримається квітка, має такий же насичений червоний відтінок, потім колір різко змінюється на жовто-зелений, який плавно переходить в темно-зелений. Внутрішня частина прикрашена тонкими ворсинками.

## Охорона
Останнім часом спостерігається швидке скорочення популяцій Anigozanthos manglesii, тому рослина перейшла під охорону австралійського уряду. Для збору рослини потрібно отримати спеціальну ліцензію. Квітка є емблемою штату Західна Австралія.